# 有馬溫泉

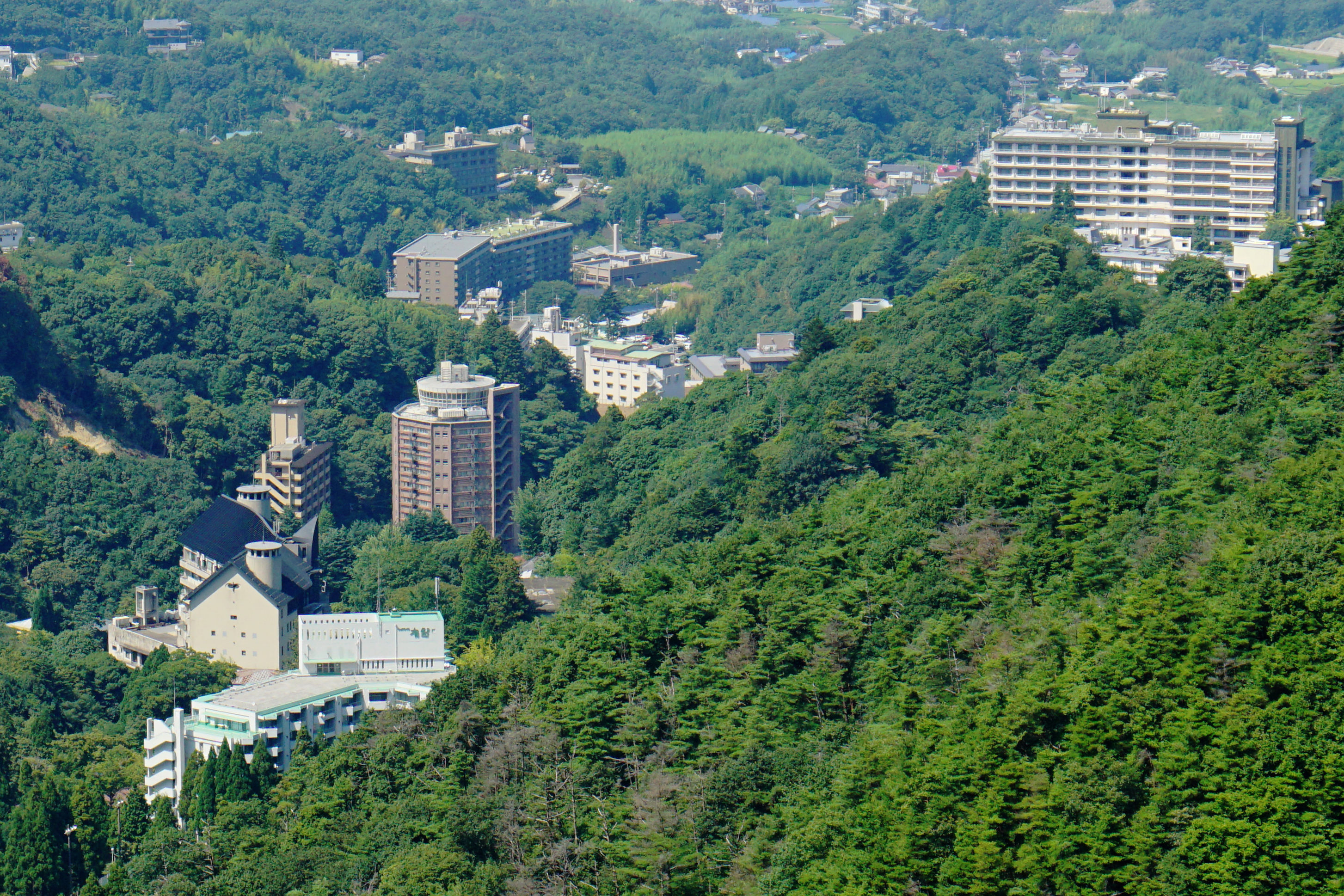
有馬溫泉

有馬溫泉（日語：有馬温泉）是位於日本兵庫縣神戶市北區有馬町的溫泉區。日本三古湯之一，《枕草子》及林羅山都將其列為三名泉，江戶時代的溫泉番付中為排名最高的西大關。

## 泉質
有馬位於斷層帶「有馬高槻構造線」的最西端，因此有位於地下深處的溫泉水湧出。而湧出的溫泉水有含鐵及鹽分的鹽化物泉、富含鐳的放射能泉、富含碳酸的碳酸氫鹽泉三種。
在湧出後，含鐵的鹽化物泉會因為與空氣接觸而變成褐色，在有馬被稱為「金泉」，其他維持透明的泉水則被稱為「銀泉」。而「金泉」和「銀泉」兩名稱也已被有馬溫泉旅館協同組合登錄為商标（金泉：第3295652號、第4672302號、銀泉：第4672303號）。
主要泉源則包括：天神泉源、有明泉源、炭酸泉源、太閤泉（飲泉場）、極樂泉源、御所泉源、妬泉源。

## 溫泉區
溫泉區位在神戶市六甲山地北側的紅葉谷麓的山峽，自古以來一直具有一定知名度。
溫泉區內的街道狹小，大型的旅館主要位於溫泉區四周靠近山麓的區域，溫泉區內有公共溫泉設施「金之湯」（金泉）和「銀之湯」（銀泉）。
- 湯本坂：舊大阪街道。昔日的溫泉街中心
- 外湯（日语：外湯）：金之湯（日语：金の湯）、銀之湯（日语：銀の湯）、太閤之湯（日语：太閤の湯）
- 公園：瑞寶寺公園（日语：瑞宝寺公園）、鼓瀧公園（日语：鼓ヶ滝公園）、愛宕山公園、湯煙廣場
- 寺廟：有馬稻荷神社、溫泉寺（日语：温泉寺_(神戸市)）、極樂寺（日语：極楽寺_(神戸市北区)）、念佛寺（日语：念仏寺_(神戸市)）、湯泉神社（日语：湯泉神社）、妙見寺、寶泉寺、善福寺（日语：善福寺_(神戸市北区)）、林溪寺
- 博物館：神戶市立太閣之湯殿館、溫泉寺御祖師庵、有馬之工房、有馬玩具博物館（日语：有馬玩具博物館）、有马邮票文化博物馆
- 景勝地：有馬四十八瀑布（日语：有馬四十八滝）、紅葉谷（日语：紅葉谷_(六甲山)）、地獄谷
- 花街

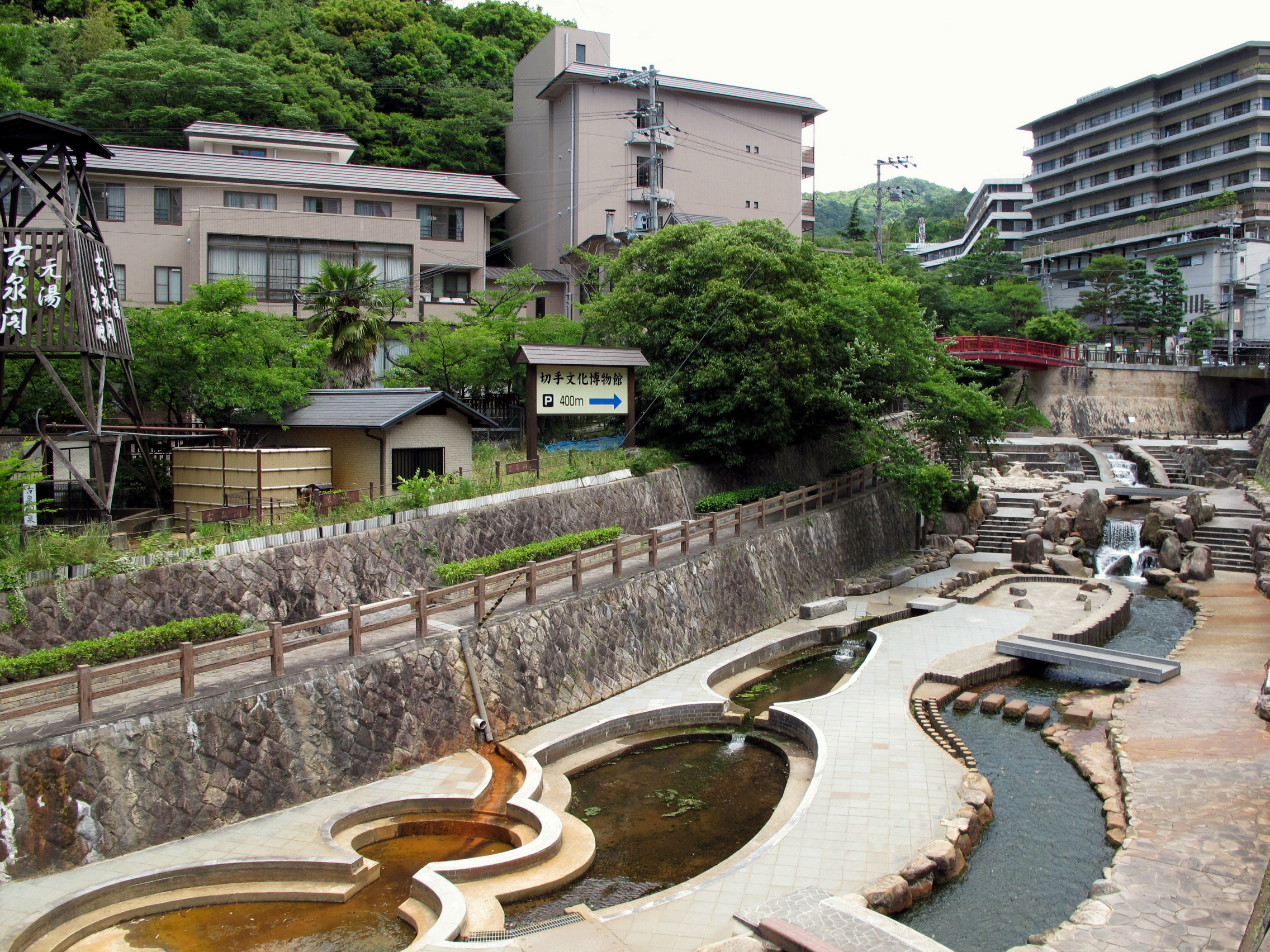
有馬溫泉河道，右側遠處紅色拱橋為「寧寧橋」
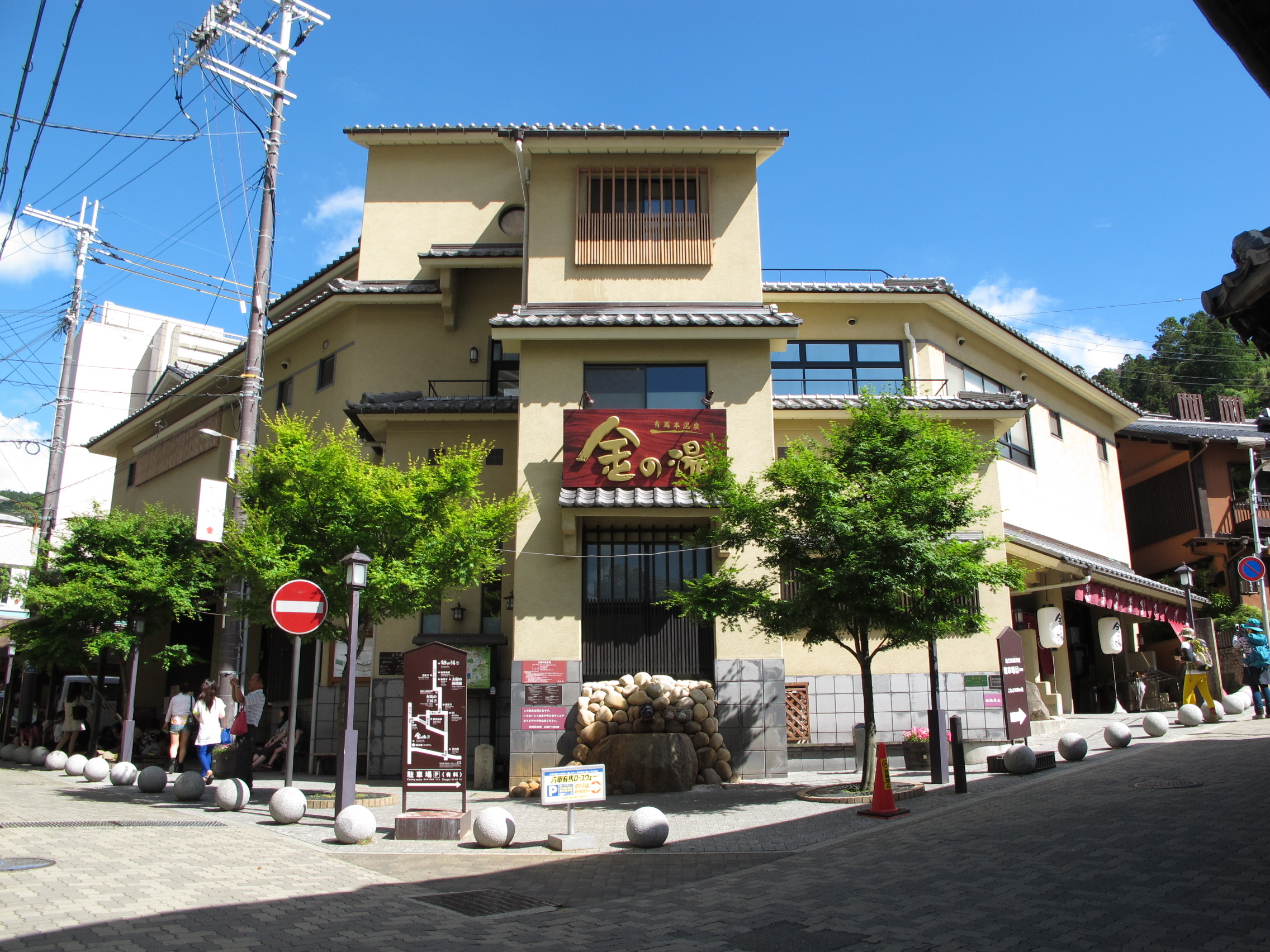
金之湯
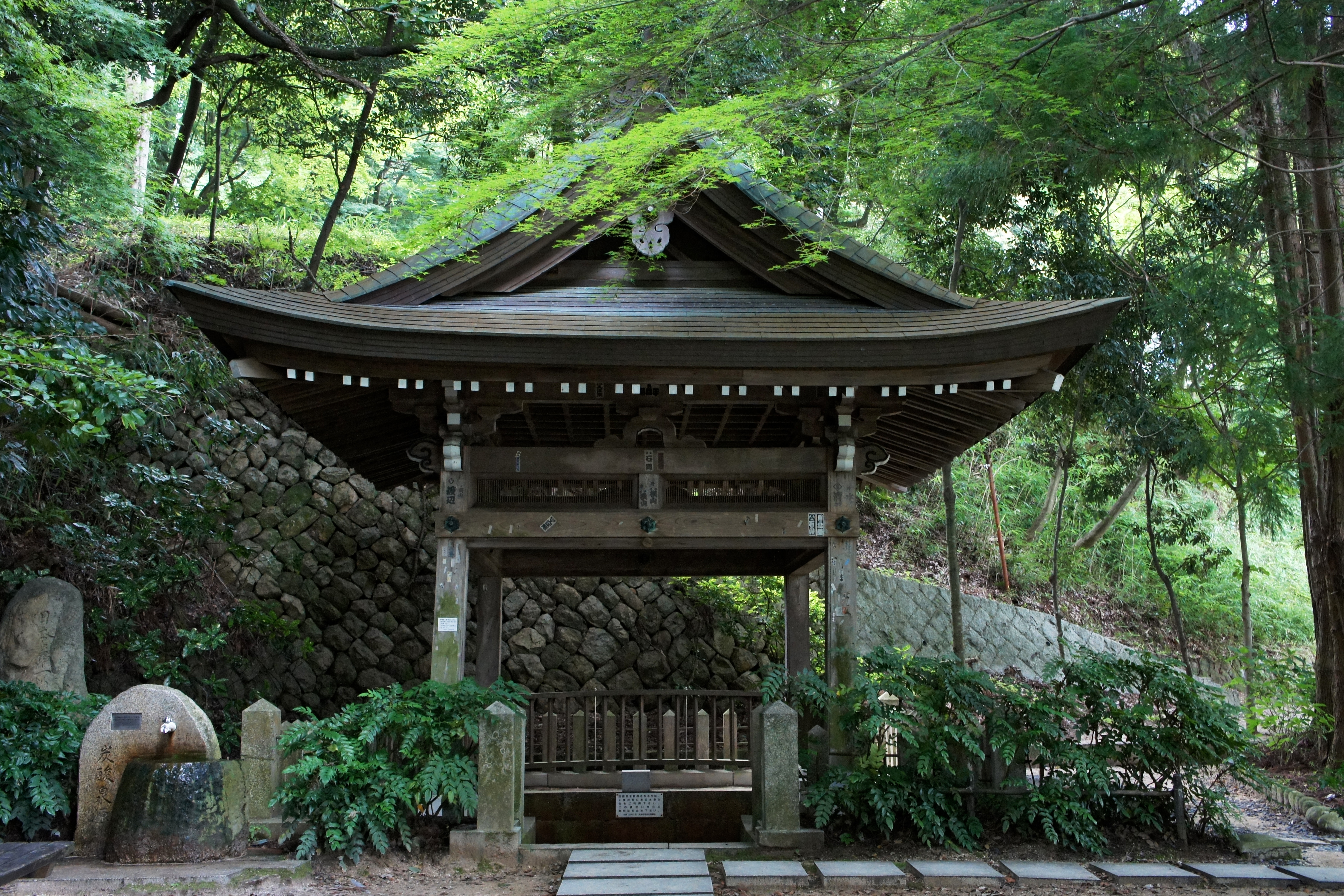
銀泉的碳酸泉源
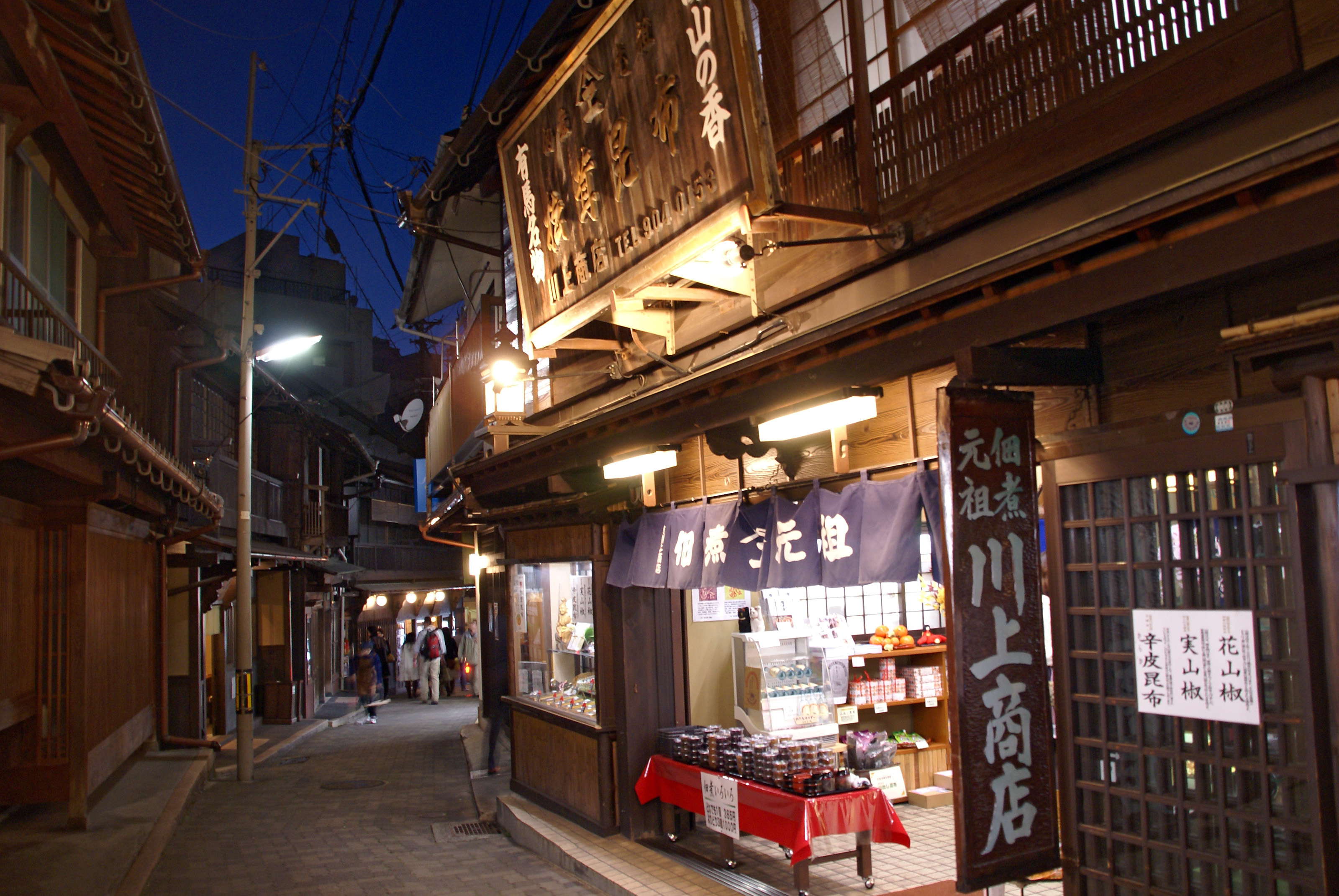
湯本坂
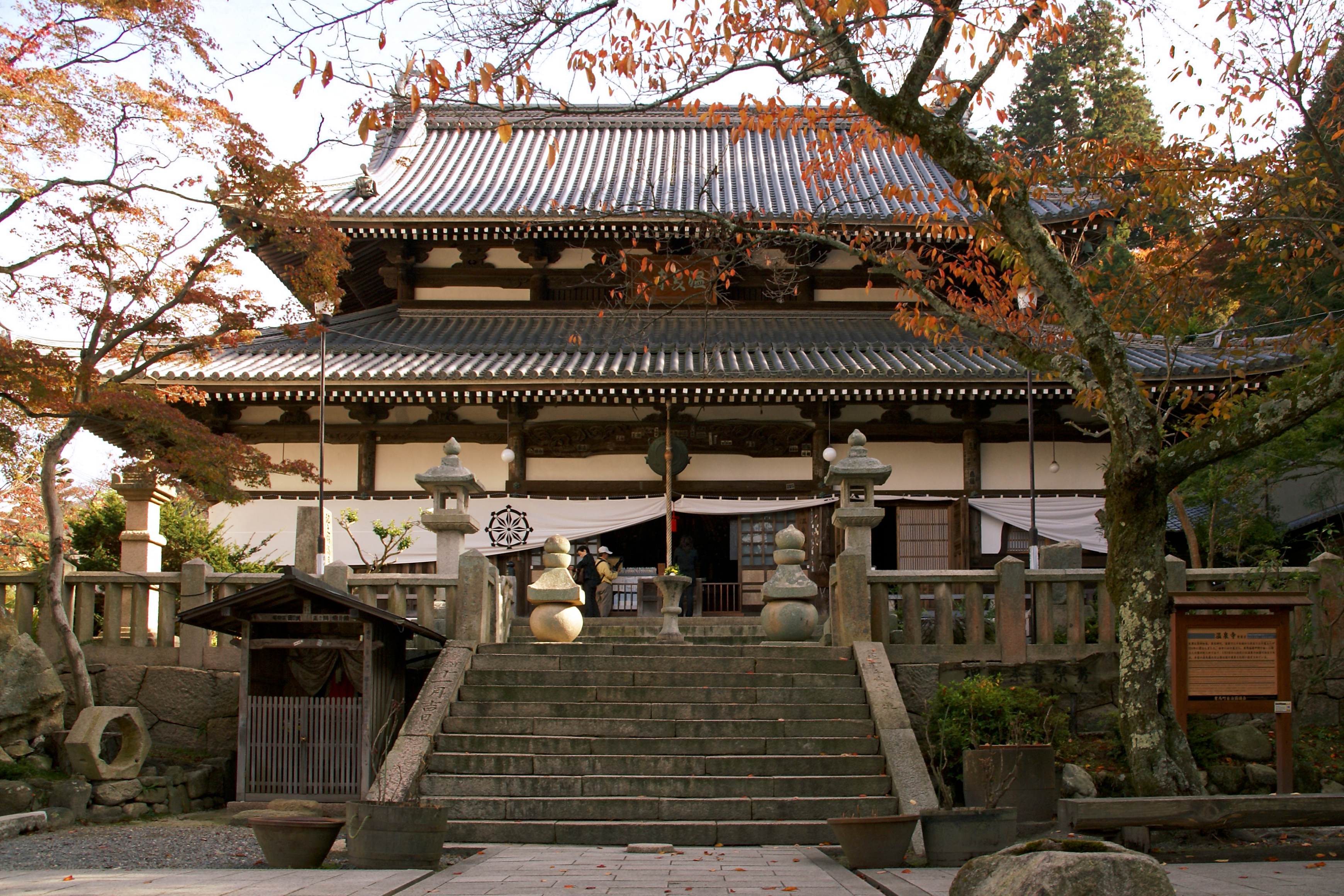
溫泉寺
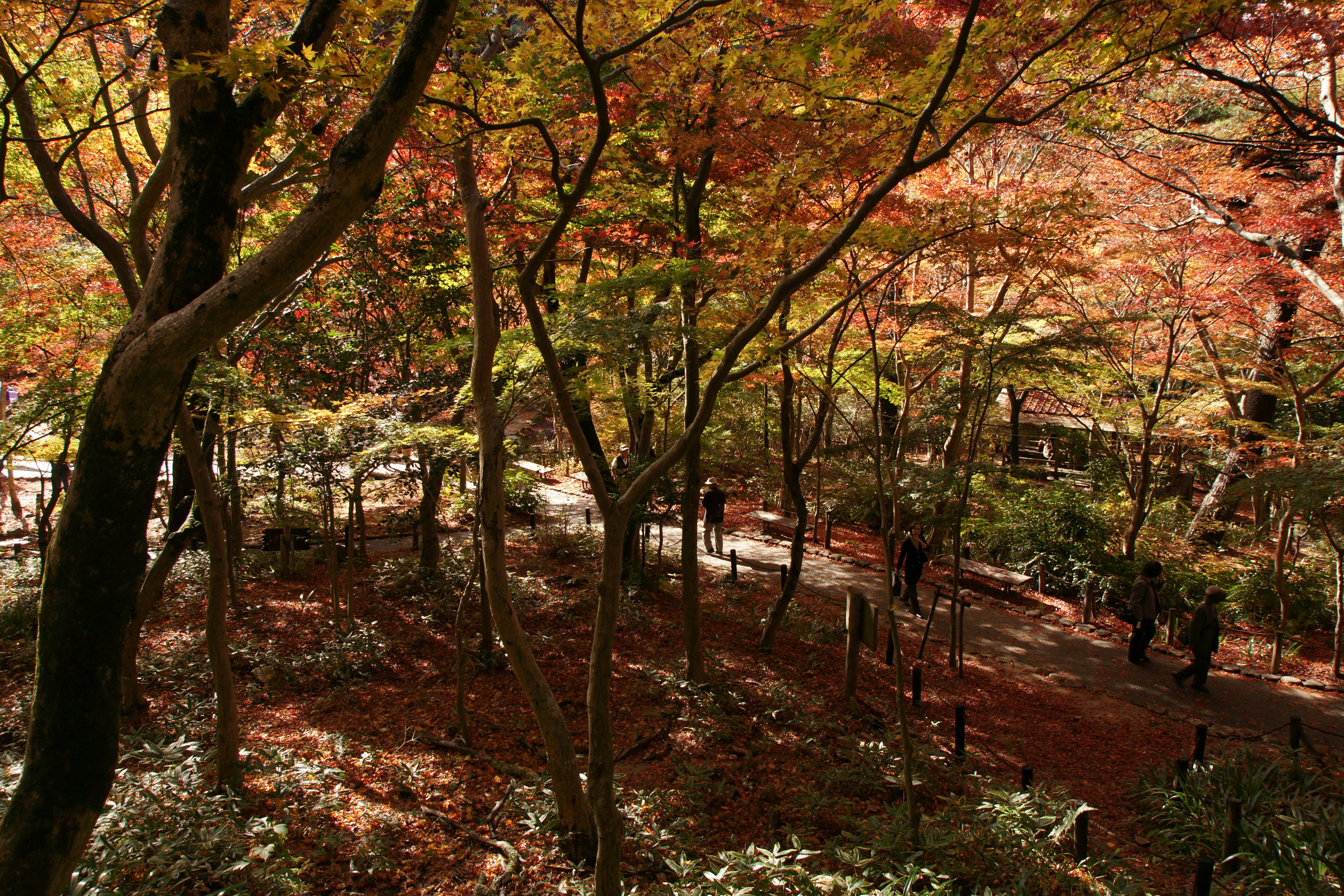
瑞寶寺公園

## 歷史
傳說有馬溫泉是神祇大已貴命和少彥名命在造訪此地時發現有三隻受傷的烏鴉泡入一水窪後數日而痊癒，因而發現此地的溫泉。
在正式的歷史中，根據日本書紀「舒明記」的記載，舒明天皇及孝德天皇皆曾巡行至此地，其中舒明天皇於631年在此停留了86天，孝德天皇則在647年帶領多位大臣在此停留82天。
8世紀時，僧侶行基在此建立了溫泉寺，建設了本地的多項基礎設施，開始帶動了本地的發展；平安時代後，許多文人、貴族陸續造訪本地，11世紀的清少納言的作品集枕草子中也提到了有馬溫泉。
但在11世紀末，有馬遭到多次洪水破壞而沒落，直到1191年，僧侶仁西到此重新開闢溫泉，再次恢復了有馬溫泉的繁榮。
16世紀的戰國時代期間，有馬多次遭到戰爭破壞，直到豐臣秀吉統一天下之際，於1583年初次來到有馬，此後多次造訪此地，並持續支援有馬的發展，並於1597年在本地進行大規模的整修。此後本地的溫泉水源便固定使用至今。
江戶時代有馬成為江戶幕府的直轄領地，也因為位於姬路至京都的交通道路（有馬街道）上而持續繁榮。在當時的温泉番付中，有馬溫泉被列為當時的最高位西大關。
近代小說家谷崎潤一郎也曾多次長期居住於有馬進行寫作，其作品中也曾多次出現有馬溫泉。

## 關連條目
- 日本溫泉列表
- 日本三古湯
- 溫泉番付
- 有馬町

## 外部連結
- （日語） 有馬溫泉觀光協會 （页面存档备份，存于）
- （繁體中文） 有馬溫泉 （页面存档备份，存于）